# زرقا (مصر)
زرقا نام شهر و شهرستانی در استان دمیاط مصر است.